# L-687,414
L-687,414 je agonist NMDA receptora.